# ヒメアノ〜ル
『ヒメアノ〜ル』は、古谷実による日本の漫画。『週刊ヤングマガジン』（講談社）にて、2008年27号より2010年12号まで連載された。単行本は全6巻で発売されている。
2016年に実写映画として公開された。主演は森田剛。主人公の岡田進と安藤勇次の主に恋愛にまつわる話と並行して、森田正一の殺人鬼としての日々を描いている。
タイトルの『ヒメアノ〜ル』とはヒメトカゲという体長10cmほどの小型爬虫類で、つまり強者の餌となる弱者を意味する。

## あらすじ
清掃会社に勤める岡田進（25歳、童貞）は何もない毎日に漠然とした不安を感じていた。ある時岡田は、更に冴えない会社の先輩・安藤勇次（31歳、童貞）と仲良くなる。
安藤は職場近くのコーヒーショップ店員・阿部ユカに恋をしていた。安藤に連れられてカフェに行った岡田はそこで高校の同級生・森田正一と偶然再会する。ほどなく岡田と安藤は、ユカが森田からストーカー被害を受けていることを彼女から相談される。
しばらくの間、ユカは森田の存在を周囲に感じなくなった。その間、皮肉なことに岡田がユカと付き合うことになり、それに憤慨した安藤もいくつかの失恋を乗り越え、ジムのインストラクターの織田涼子と付き合うことになった。彼らの日常は、不器用ながらも愉快に過ぎていった。
しかし、森田のユカに対する執着は消えていなかった。彼は高校時代、自分のことをいじめていた河島という男を絞殺していた。そして、その時に感じた性的快感を再び味わうため、ユカに目を付けていたのだ。彼は他の殺人を繰り返しながら少しずつユカに近づいていった。
ある時岡田は、森田が自分とユカの命を狙っていることを知る。岡田とユカは森田の脅威から逃れようと、それぞれの職場を辞め、引っ越す。一方、警察も森田逮捕に真剣に動き出す。森田は、ユカの絞殺計画を遂行することと自らの命を絶つことの間で揺れながら、少しずつ追い込まれていった。
行き場所を失った森田は公園のベンチで寝ている。彼はある夢を見ていた。森田を追っていた警官が彼に声をかける。起き上がった森田の目からは涙が流れていた。

## 登場人物
岡田 進（おかだ すすむ）
主人公。ビルの清掃会社のパートタイマー。25歳。判で押したような何もない日々と孤独に不安と不満を抱いていた。お人よしだが常識的な人物で、時には男らしい一面も見せる。童貞。安藤の紹介で阿部ユカを知り、その後彼女が岡田に告白したことで交際を始める。度々安藤にお願いされたり、訳の分からない話を聞かされたりしている。
安藤 勇次（あんどう ゆうじ）
岡田が勤務している清掃会社で働いている男性。31歳。阿部ユカに惚れている。根性無しでいじけ虫ではあるが、根は純粋な性格で迷走する岡田を説教するしっかりした一面を持つ。
映画版
岡田とユカの居場所を聞き出そうとした森田に股間と背中を撃たれるが、一命は取り留める。
阿部 ユカ（あべ ユカ）
カフェで働いている女性。21歳。かなりの美人で、森田の見立てでは声がとても綺麗。岡田に告白し、付き合い始める。基本的にしっかりした性格だが、天然かつ自虐的な一面も持っている。森田に付け狙われており、終盤で身の危険を感じて岡田と共に横浜へ引っ越すことになるが、警察から聞き込みを受ける中で自分のせいで隣人が殺害され、その犯人である森田が待ち伏せしていたショックと恐怖心からパニック状態に陥り意識を失う。
映画版
居場所を突き止めた森田に襲撃を受けたものの駆けつけた岡田が決死の覚悟で止めた事により軽傷ですんだ。
森田 正一（もりた しょういち）
もう1人の主人公。岡田の元同級生で高校2年生の時の元クラスメイト。普段は無気力でぼんやりしているが、実態は人の首を絞めて殺すことに性的興奮を感じるサイコキラー。高校時代は河島と高橋に酷いいじめを受けていた。カフェで働いているユカを付け狙っている。
生まれながらのサイコパスであり、本人も中学の時にその事を自覚する。最後は公園で眠っているところを呆気なく捕まる。
映画版
高校時代に受けたイジメと岡田の裏切りとも言える行為が原因で受けた屈辱的な嫌がらせで性格が変貌した事が示唆されている。
最後は岡田を人質に取り、強奪した車で警官から逃亡する最中に事故を起こして片脚を失う重傷を負ったところを拘束される結末となっている。
和草 浩介（わぐさ こうすけ）
岡田の元同級生。高校時代は森田同様に河島と高橋にいじめられていた。実家が経営するホテルでマネージャーを務めているが、森田から恐喝されていた。
河島（かわしま）
岡田の元同級生。頭は悪く、ケンカも弱いが、持ち前の社交術を利用してあらゆる強面の人々に気に入ってもらい、それを利用して森田と和草をいじめていた。
高橋（たかはし）
岡田の元同級生。高校時代は河島と共に森田と和草をいじめていた。名前と回想のみの登場で人物像は明らかにされないが、和草の話によれば、彼は既に結婚しており、子供も持っているようである。
伊藤（いとう）
森田が通っているパチンコ屋の常連。容姿が河島に似ている。自分の愚痴を聞いてほしいという理由で森田に接触する。後に藤原の夫の殺害に森田を誘う。
藤原（ふじわら）
大地主の妻。森田や伊藤と同じ店でパチンコに打ち込んでいる。自分の夫を事故に見せかけて殺してほしいと伊藤に依頼する。
飯田 アイ（いいだ アイ）
ユカの親友。非常に我儘で遠慮が大嫌いな性格。不美人でキノコのような頭をしており、亀のかばんを背負っている。ユカと共にカフェを開くという夢を持っている。岡田と安藤に大説教し怒らせてしまう。
久美子（くみこ）
和草の彼女で婚約者。和草を恐喝する森田を殺そうと提案する。森田の元へは彼女の車で向かう。
家出の少女
夏休みから家出をしている女子高生。本名は不明。父親は事故で死んでおり、母が再婚するかもしれないという理由で家出をしている事以外は素性が知れないやや謎の多い人物。風俗店に入るかどうか迷っていた安藤に声をかける。
エリナ / 美香（みか）
風俗店で働いている女性。OLでもある。エリナが源氏名で美香が本名。安藤は彼女に一目惚れし、色々と話をするが、訳の分からない話をさんざん聞かされた彼女は呆れて安藤を振ってしまう。トオルに利用されていることには気づいていない。
トオル
美香の彼氏で紐男。美香を金を稼いでくれる存在としか思っておらず、美香同様の女性が他にも複数いる様子。美香の前では誠実ぶる。
山田（やまだ）
岡田が勤務する清掃会社で働いている36歳独身の女性。孤独感に苛まれており、老後のために貯金したり節約したりしている。彼女の周りには様々な噂が流れているが、実際はごく普通のいい人。自分のピュアな性格を変えたいという理由で安藤が嘘の告白をする。
香代
帰宅直後に森田から襲われた女性。自らのガムテープで縛るように森田に言われる。午後8時から彼女の家で彼氏と後輩カップルの4人で飲むことになっており、そのことを森田に伝える。首を絞められるが息を吹き返す。
ホームレスの男
2ヵ月前にホームレスになった男性。本名は不明。酒好きで酒の自動販売機の前で手を震わせていた彼に岡田を殺すのを手伝わせるために森田が話しかける。
織田 涼子（おだ りょうこ）
スポーツジムで働いている女性。24歳。美人だが感情を表に出せない性格。しかし、安藤と知り合ってから徐々に感情を表に出すようになり、ついに安藤に告白し、付き合うに至る。
平松 ジョージ（ひらまつ ジョージ）
織田が勤務するスポーツジムに通っている男性。周囲の人間に自分が織田の恋人だと嘘をついて彼女に近づかせないようにしている。後に織田が安藤に告白したことを知った彼は、彼女をかけた勝負を安藤に持ちかける。
岡田の後任として安藤の職場に配属される。救世主になることを目標にしている。
安斉 アザミ（あんざい アザミ）
不眠症を患っている女性。豪邸に一人で暮らしており、両親は既に癌で亡くなっている。自分と雰囲気が似ているという理由で森田に接触するが、彼に絞殺され庭に埋められる。
木本 秀明
38歳。森田と同じアパートの2階の住人。森田が自室に放火したことで死亡する。ニュースで名前だけ登場する。
松前 健太
28歳。森田と同じアパートの2階の住人。森田が自室に放火したことで死亡する。ニュースで名前だけ登場する。
高橋 健（たかはし けん）
売れない漫画家。自身を筋金入りの根性なしと自虐的に評しており、頭の悪い人間を極度に嫌っている。変装している森田に興味を持ち、彼の身辺を調査し始める。岡田の部屋の前でナイフを持ちチャイムを鳴らす森田を見て、森田が去った後に岡田の部屋のドアに警告文を書いた紙を挟んで注意を促す。後に次々と殺人を繰り返す森田を警察に突き出そうとするが、射殺される。
富田（とみた）
ユカのアパートの隣の部屋に住んでいる男性。難しい本を多数持っていることから知的な人物のようだが、友人には基本的に暗い人だと思われている。阿部の部屋の前で四六時中張っている森田を通報しようとするが、逆に森田に攻撃されてしまう。

## 書籍情報

### 単行本
- 古谷実 『ヒメアノ〜ル』 講談社〈ヤンマガKC〉、全6巻
  1. 2008年11月6日初版発行（同日発売）、ISBN 978-4-06-361732-0
  2. 2009年2月6日初版発行（同日発売）、ISBN 978-4-06-361754-2
  3. 2009年6月5日初版発行（同日発売）、ISBN 978-4-06-361794-8
  4. 2009年10月6日初版発行（同日発売）、ISBN 978-4-06-361827-3
  5. 2010年2月5日初版発行（同日発売）、ISBN 978-4-06-361867-9
  6. 2010年4月6日初版発行（同日発売）、ISBN 978-4-06-361881-5

### 文庫本
- 古谷実 『ヒメアノ〜ル』 講談社〈講談社漫画文庫〉、全4巻
  1. 2013年9月12日発売、ISBN 978-4-06-370933-9
  2. 2013年10月11日発売、ISBN 978-4-06-370936-0
  3. 2013年11月12日発売、ISBN 978-4-06-370949-0
  4. 2013年12月12日発売、ISBN 978-4-06-384950-9

## 映画
2016年5月28日に公開された、漫画を原作にした同名タイトルの日本の実写映画作品。R15+指定。監督は吉田恵輔、主演はV6の森田剛。森田にとって初めての映画単独主演作品である。
サイコキラーの森田正一 役に森田剛、同級生の岡田進 役に濱田岳、森田にストーキングされるヒロインを佐津川愛美が演じる。

### あらすじ
清掃会社のパートタイマーとして働く岡田進は、何も起こらない日々に焦りを感じていた。同僚の安藤勇次は自分の恋を岡田に手助けさせるため、阿部ユカの働くカフェへ岡田を連れていく。そこで岡田は高校の同級生だった森田正一と再会する。
気の進まぬまま安藤の恋路を助ける岡田だったが、ユカとの会話で、森田がユカのストーカーをしているらしいこと、そしてユカが岡田に一目惚れしていたことを知る。
安藤に隠れてユカとつきあうようになった岡田。それを知った森田は同級生の和草浩介に岡田殺しの協力を依頼する。しかしこれまで森田に金を無心され横領を繰り返してきた和草はそれを裏切り、婚約者の久美子と協力して森田を亡き者にしようとした。必死で和草と久美子を返り討ちにした森田は、彼らの死体に火を放ち、自分のアパートともども焼いた。家を失った森田は街をさまよい、本能にしたがって凶行を重ねていく。
森田はユカや岡田の居場所を聞き出すため、ユカのアパートの隣人や安藤を攻撃した。一命を取り留めた安藤の見舞いに訪れた岡田は、安藤の「こんなことになっちゃったけど俺たち親友だよね」という言葉で、自身の高校時代を思い出す。高校時代の友達だった森田はひどいいじめを受けていたこと、そして岡田はそれを救うどころか助長したこと。
森田は岡田のアパートを調べて忍びこみ、帰ってきたユカに襲いかかった。しかし危険を察知した岡田が止めに入り、また警察が駆け付けたので、森田は岡田を人質に車で逃走する。岡田は車中で説得するが、森田は聞く耳をもたない。しかし森田は車の前方に見えた白い犬を避けようとして、電柱に衝突事故を起こしてしまう。
強い衝撃を受けて血まみれの森田は、記憶を失ったのか、岡田に笑いかけた。高校1年生のある夏の日、森田と岡田がテレビゲームを楽しんでいた、あの日のように。

### キャスト
- 森田正一 - 森田剛[3]
- 岡田進 - 濱田岳[3]
- 阿部ユカ - 佐津川愛美[3][4]
- 安藤勇次 - ムロツヨシ[2]
- 和草浩介 - 駒木根隆介
- 久美子 - 山田真歩
- 清掃会社の社長 - 大竹まこと
- 河島 - 栄信
- ユカのアパートの隣人 - 山中聡
- 信江勇、鈴木卓爾、土居志央梨

### スタッフ
- 監督・脚本 - 吉田恵輔
- 原作 - 古谷実
- 撮影 - 志田貴之
- 美術・装飾 - 龍田哲児
- 音楽 - 野村卓史
- 音楽プロデューサー - 和田亨
- 録音 - 小黒健太郎
- 整音 - 石貝洋
- 音響効果 - 勝亦さくら
- 照明 - 中西克之
- 編集 - 鈴木真一
- 衣装 - 加藤友美
- ヘアメイク - 加藤由紀
- キャスティング - 南谷夢
- アソシエイト・プロデューサー - 小出健
- ライン・プロデューサー - 深津智男
- 製作担当 - 竹上俊一
- 助監督 - 綾部真弥
- スクリプター - 増子さおり
- スタント&アクション - スタントチームGocoo
  - コーディネーター - 森崎えいじ
  - スタントパーソン - 雲雀大輔、坂手透浩、舟山弘一、高野ひろき、高嶋宏一郎
- 特殊造型メイク - 藤原カクセイ
- ガンエフェクト - BIGSHOT
- カースタント - ウェルムーブ、シャドウ・スタント
- VFX - オムニバス・ジャパン
- ラボ - IMAGICA
- 制作管理 - エンターテインメントパートナーズアジア
- エグゼクティブプロデューサー - 田中正、永田芳弘
- 企画 - 石田雄治
- 製作者 - 由里敬三、藤岡修、藤島ジュリーK.
- プロデューサー - 有重陽一、小松重之
- 製作 - 日活、ハピネット、ジェイ・ストーム
- 制作プロダクション - ジャンゴフィルム
- 配給 - 日活

### 原作との違い
- 監督・吉田によると、原作では森田が抱える痛みが大きなテーマになっているが、映画ではそれをあえて外し、観客に解釈をゆだねたという[5]。
  - この改変について、原作ファンであり、漫画『進撃の巨人』の作者である諫山創はブログで、エンタメ映画として楽しかったが、原作のテーマである「反社会性人格障害者の悲哀」を矮小化していると感想を述べた[6]。

- 原作では、森田の内面がモノローグで詳細に描かれているが、映画ではほとんど描かれていない。
  - 理由として監督の吉田は、「サイコパスの葛藤」というテーマは漫画ならモノローグで伝わるが[7]、映画でしゃべり続けるのは厨二病みたいで痛いし[5][8]、2時間という短い時間の映画的な表現ではないこと[5][9]、また殺人鬼側の悲哀や事情を描いても被害者からしてみれば同情できないし殺人犯の擁護になりかねないこと[8][9][10]、これらを理由に「森田を突き放して、ある程度の距離感をとった」と語っている[9]。
- 原作の森田がシリアルキラーになった理由は、生まれつき「普通じゃない」と彼自身が自覚したことだが、映画では森田の内面がほとんど語られないので理由が明示されない。しかし映画では、きっかけがあって森田が変わってしまったことが示唆されている。
  - 映画では、「普通」だった森田が酷いいじめを受けて怪物になってしまったという流れで描いている[8]。吉田によると、生まれつきの殺人鬼は絶対にいないと信じたいからだという[8]。犯罪者は自分たちとは違う人間だと思っている人に、そうではないと言いたい意味合いもあるという[11]。
  - 吉田は、人生に絶望して自暴自棄になった人間は逆に欲望に忠実に動くようになるし、その可能性は誰にでもあるという感覚のほうがリアルで怖い[7]。事件を起こすような奴でも、誰かがそいつの手を離さないでいてやったら止められたのではないかと信じて、「そういう映画」にしたつもりだと語っている[10]。
- 原作とはラストがまったく異なる。
  - 吉田は映画のクライマックスにはエンタテインメントな要素が必要だと語り、森田と岡田が対峙するシーンを作った[9][12]。
  - 吉田が最初考えていたのは、ユカと岡田が一緒に暮らし始め、家電を買いに行ったときに、背景のテレビに森田の映像が映っている、というすごく嫌な感じの終わりだったが、吉田の「少し優しい俺」が出てしまってラストシーンを変更した[13]。
  - 映画を見た観客が、森田をただの変な奴だと認識して終わらないように、脚本の第2稿から「彼に対して負の感情を持たなかった唯一の味方」を登場させた[11]。これに関してムロは、救いのある終わりで良かったと語っている[14]。
  - 最後のシーンはノスタルジーを感じさせる終わりかたにした[5]。森田はこのシーンをとても気に入っており、このシーンがあったからこの作品に出演したいと思ったと言っても過言ではないと語っている[15]。
- ラストシーンの変更にともない、岡田だけでなくユカや安藤も森田と直接的に関わるよう改変されている。
- 映画では岡田と森田が近しい友人になっている。
- 原作のユカはしっかりしたタイプの女性だが、映画では吉田の好みである、男性の理想の女の子になっている[16]。

なお、これらの原作改変について古谷側は、「これはこれで素敵だと思います」と答えたという。

### 製作
- 2015年3月24日クランクイン[9]、4月中旬クランクアップ[17]。
- 森田役を演じる主演は原作に合わせて「23歳から24歳くらいの森田剛みたいな俳優」を探していたが[16]、舞台『鉈切り丸』のDVDを見て森田剛（『ヒメアノ～ル』を撮影した2015年当時36歳）をキャスティングした[18]。
- ストーリーの流れに沿って順撮りしている[5]。
- アバンタイトルが長く、タイトルが出る前（前半）は岡田を中心とする恋愛や友情などの日常をコミカルに、タイトルが出てから（後半）は森田を中心とする殺人などをシリアスに描き、あえて世界観をはっきり変えている[11]。
  - 前半は、大きめの芝居をフィックス重視で撮影し、衣装や背景はポップで色味があるものを選んだ[11][12]。音楽そのものがなく、ノイズ処理されている[7]。
  - 後半は、リアリティのある芝居を手持ちカメラで撮影し、色調もダークに調整している[11]。音楽は吉田監督が細かく指示を出したため1曲ごとにトーンが異なる[7]。
- R15+でおさまるギリギリを計算して撮影した[19]。R18+指定で客が限定されるのを防ぐためだ[19]という。具体的には、男女の体の重なりかた、凶器が人体に刺さる描写、血の色、などの条件を勘案した[19]。
- とにかく生々しく、リアルに撮ることにこだわった[17]。ありがちなアクションシーンにならないよう生々しく描いた[5][19]。

### 受賞
- 第7回 ビデオ屋さん大賞 1位[20]
- 第18回 ウーディネ・ファーイースト映画祭のコンペティション部門に出品[21][22]。
- 第19回 上海国際映画祭に出品[22]。
- 第20回 富川国際ファンタスティック映画祭に出品[22]。

### 関連商品
- 『映画ヒメアノ〜ル パンフレット』。2016年5月28日発売。
- Blu-ray（豪華版・通常盤）。2016年11月2日発売。
- DVD（豪華版・通常盤）。2016年11月2日発売。